# Tagora
Tagora é um gênero de mariposa pertencente à família Bombycidae.